# Отдельный мотострелковый батальон особого назначения
ОМСБОН — отдельный мотострелковый батальон особого назначения — специальная часть внутренних войск МВД СССР).

## История
Батальон был сформирован 22 февраля 1964 года на базе 4-го батальона 1-го Краснознаменного полка Отдельной мотострелковой дивизии особого назначения внутренних войск имени Ф. Э. Дзержинского. В этот день заместитель министра охраны общественного порядка РСФСР генерал-майор Николай Пилыцук от имени Президиума Верховного Совета СССР перед строем части вручил первому командиру батальона подполковнику Евгению Шикину Боевое знамя.
В задачу батальона входила охрана и оборона особо важных государственных объектов в Москве: Центрального, Московских городского и областного комитетов КПСС и четырёх зданий 3-го специального отдела при Министерстве финансов СССР (золотой фонд и алмазный фонд СССР).
Кроме выполнения основной задачи, личный состав батальона участвовал в охране общественного порядка в Москве. От батальона выделялись войсковые наряды для обеспечения безопасности граждан при встречах лётчиков-космонавтов, во время праздничных демонстраций, народных гуляний и фейерверков, авиационных шоу. 
9 мая 1965 года батальон представлял внутренние войска на военном параде на Красной площади.
С высоким качеством были выполнены задачи по обеспечению безопасности при проведении XXII Летних Олимпийских игр в 1980 году.
В 1967 году 250 военнослужащих батальона работали на строительстве памятника Неизвестному солдату у Кремлёвской стены.
1 августа 1994 года на базе ОМСБОН был сформирован отряд специального назначения ВВ МВД России «Русь», который перенял лучшие традиции батальона.